# Norops imias
Norops imias este o specie de șopârle din genul Norops, familia Polychrotidae, descrisă de Rodolpho Ruibal și Williams 1961. Conform Catalogue of Life specia Norops imias nu are subspecii cunoscute.